# 應用藝術
实用艺术，是指主要以实用为目的的艺术，和主要以纯粹的审美为目的的纯粹艺术相对。实用艺术主要包括日常生活用品所承载的工艺美术（餐具、灯具、家具等），建筑艺术，和各种与艺术有关的设计（图形设计、产品设计、服装设计等）等。

## 藝術運動
- 装饰风艺术
- 新艺术运动
- 艺术与工艺运动
- 包豪斯
- 艺术生产主义（英语：Productivism (art)）